# Brevipalpus andrewsi
Brevipalpus andrewsi är en spindeldjursart som beskrevs av Evans 1993. Brevipalpus andrewsi ingår i släktet Brevipalpus och familjen Tenuipalpidae. Inga underarter finns listade.